# Miruts Yifter
Miruts Yifter (Muruse Yefter) (amh. ምሩጽ ይፍጠር; ur. prawdopodobnie 15 maja 1944 w Adigrat, zm. 22 grudnia 2016 w Toronto) – etiopski lekkoatleta, długodystansowiec.
W młodości imał się różnych pracy, m.in. kierował powozem. Jego lekkoatletyczny talent odkryto, gdy przystąpił do etiopskich sił powietrznych.
Dwukrotny mistrz olimpijski z Moskwy (1980) w biegach na 5000 i 10 000 metrów. Na tym ostatnim dystansie zdobył jeszcze brązowy medal olimpijski w Monachium (1972), kiedy to ustanowił swój rekord życiowy – 27:40,96, wówczas rekord Etiopii (podczas tych zawodów Yifter należał do faworytów na 5000 metrów, jednak nie był w stanie wejść na stadion na czas i ostatecznie nie stanął na starcie biegu – po powrocie do Etiopii oskarżono go z tego powodu o zdradę stanu i wtrącono na 9 miesięcy do więzienia, gdzie nie zaprzestał lekkoatletycznych treningów). Ma również w dorobku zwycięstwa w innych międzynarodowych imprezach, m.in. igrzyskach afrykańskich, mistrzostwach Afryki w lekkoatletyce, czy w pucharze świata, podczas którego ustanowił rekord życiowy w biegu na 5000 metrów 13:13,82 (Düsseldorf 1977), wówczas rekord Etiopii. Dorobek olimpijski Yiftera mógłby być bogatszy, gdyby nie etiopski bojkot igrzysk w Montrealu.
W latach 80. zdobywał złote medale w drużynie podczas mistrzostw świata w przełajach.
Złoty medalista mistrzostw Etiopii, ZSRR oraz USA.
9 lutego 1974 w Louisville Yifter ustanowił wynikiem 13:34,2 najlepszy wynik w historii biegu na 5000 metrów w hali (przed 1987 nie notowano oficjalnych halowych rekordów świata). 15 dni później rezultat Etiopczyka poprawił Belg Emiel Puttemans.
W latach 90. wyemigrował do Kanady, gdzie pracował jako trener lekkoatletyczny.
Pełnił rolę chorążego reprezentacji Etiopii podczas igrzysk olimpijskich w Pekinie (2008).